# Nuha-dong
Nuha-dong là một dong, phường của Jongno-gu ở Seoul, Hàn Quốc. Nó là một dong pháp lý (법정동 法定洞) quản lý bởi dong hành chính (행정동 行政洞), Hyoja-dong.

## Liên kết
- Trang chính thức Jongno-gu bằng tiếng Anh
- (tiếng Hàn) Trang chính thức Jongno-gu
- (tiếng Hàn) Biểu tượng của Jongno-gu bởi dong hành chính Lưu trữ ngày 23 tháng 2 năm 2004 tại archive.today
- (tiếng Hàn) Văn phòng dân cư Hyoja-dong Lưu trữ ngày 11 tháng 3 năm 2004 tại archive.today
- (tiếng Hàn) Nguồn gốc tên của Nuha-dong[liên kết hỏng]